# Hosziosz Lukasz-kolostor
A Görögországban található Hosziosz Lukasz-kolostor a közép bizánci építészet egyik legfontosabb fennmaradt alkotása. A korszak másik két jelentős temploma a Daphni-kolostor Athén közelében és a Híosz szigetén fekvő Nea Moni-kolostor. 1990-ben a három épület egyszerre került fel az UNESCO világörökségi listájára.
E történelmi és művészettörténeti szempontból is jelentős épületegyüttes eredete a mai napig nem tisztázott. Nem Lukács evangélistának, hanem egy szintén Lukács nevű, a 10. században élt helyi szentnek ajánlották. A régészeti feltárások során kiderült, hogy a három nagy épület, az Istenanyának szentelt, azaz Theotokiosz-templom, a Katholikon és az ebédlő közül a két főépület valószínűleg a kezdeti a harmadik pedig a közvetlenül az utána következő korban épült. Egyes vélemények szerint a Theotokosz-templom a 10. századra datálható Szent Borbála-templommal azonosítható, amit a szent alapított, míg a Katholikon a 11. század elején válthatta fel a sírja fölé emelt kereszt alakú épületet. A két nagy épülettől délre helyezkedik el a monumentális ebédlő, egy egyhajós, apszissal záródó épület.
A templombelső díszítése magas művészi színvonalat képvisel. A nemrég elvégzett restaurálási munkáknak köszönhetően a mozaikciklus régi fényében tündököl. Ezek a képek a közép-bizánci mozaikművészet egyik legkiemelkedőbb alkotásai. A mozaikok a képrombolás után elterjedt elrendezést követik. Az apszisban látható a trónon ülő Mária a Gyermekkel. A három sarokkupoladobon kapott helyet az Angyali üdvözlet, a Jézus Bemutatása a templomban és a Megkeresztelés. A kupolában és a kupoladobon a Pantokrátort és az angyalokat ábrázoló mozaikok elpusztultak, ezeket a 19. században freskókkal helyettesítették. A narthexben látható a Lábmosás, a Megfeszítés, a Feltámadás, Tamás hitetlenkedése, valamint Krisztus monumentális büsztje. Ez utóbbi ábrázolások szépsége szimmetriájukban és időnként eltúlzott arányaikban rejlik.
A mozaikképeken összesen 9 jelenetet és 150 szentet ábrázoltak. A rajtuk dolgozó művészek olyan magas színvonalon dolgoztak, hogy feltételezhetően Konstantinápolyban tanultak.

## Története

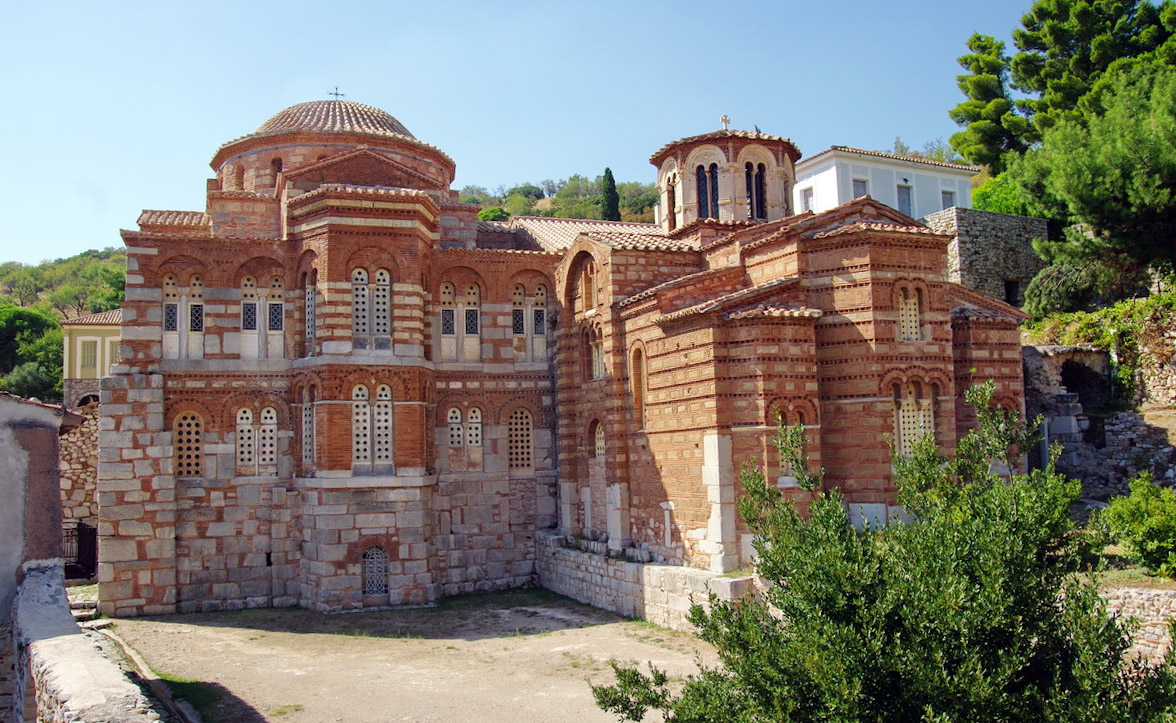
A kolostor

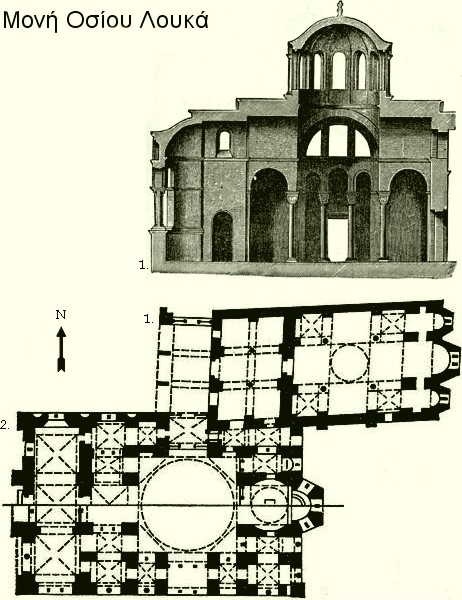
Alaprajz és metszet

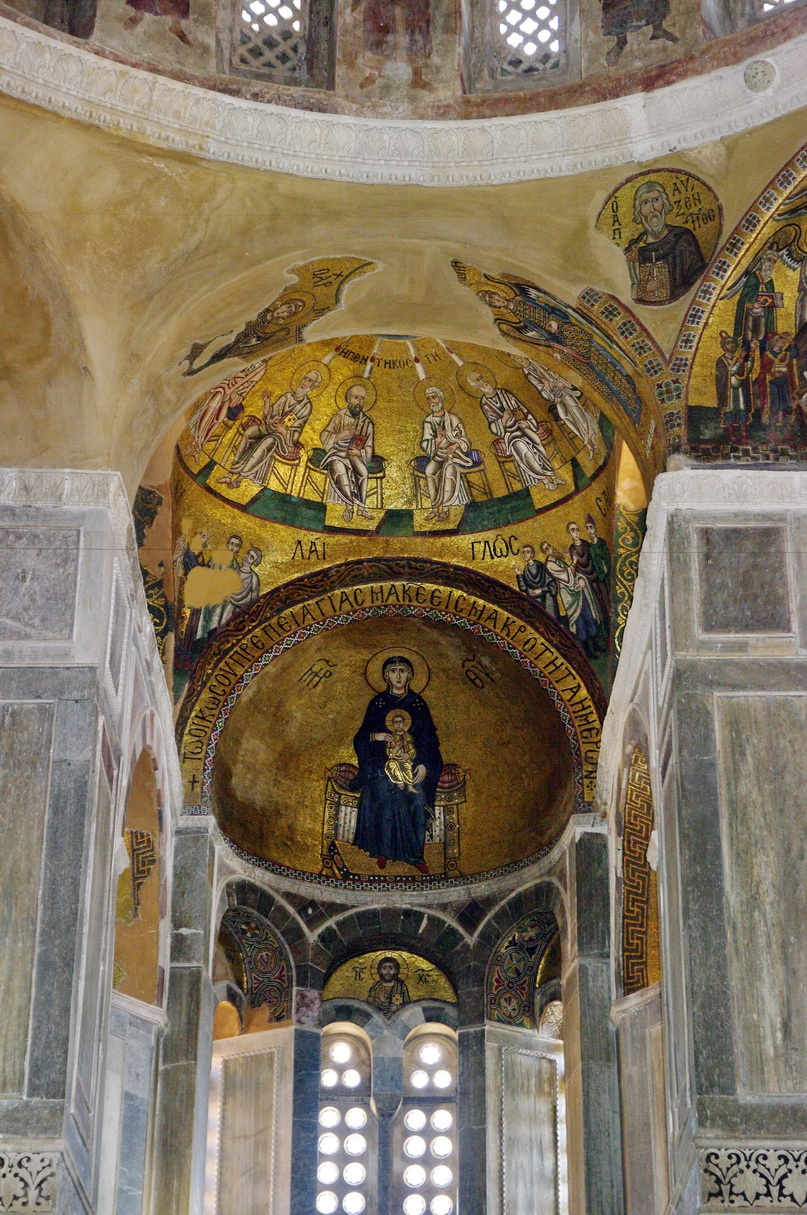
A Katholikon belső tere, részlet

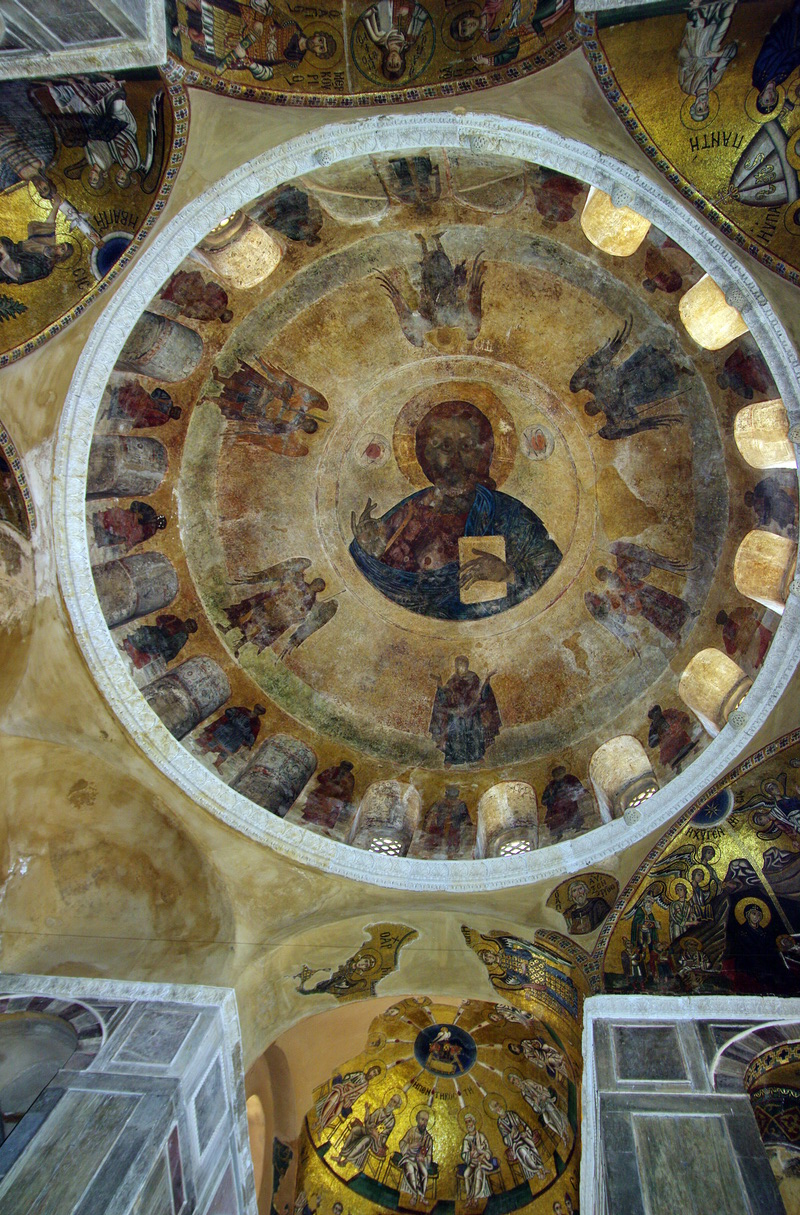
Katholikon, a kupola

A bizánci császárok a képrombolás korszaka után a képtisztelet védelmezőiként léptek fel és a korábban sokat szenvedett szerzetesek bőkezű pártfogóivá váltak. A szerzetesség gyors fejlődésnek indult, és sorban épültek a templomok és kolostorok. A 10. és 11. századi templomépítészetnek szerkezet és díszítés szempontjából az egyik leggazdagabb alkotása a sztiriszi Hosziosz Lukasz-templom. Görögország egyik leghíresebb kolostoregyüttese Phökisz tartományban 35 kilométerre Delphitől, az ókori Sztirisz falu közelében található. A nagyszámú és megbízhatónak tűnő forrás ellenére a jó állapotban lévő kolostoregyüttes kronológiája jelenleg is bizonytalan.
E történelmi és művészettörténeti szempontból is jelentős épületegyüttes eredete a mai napig nem tisztázott. Szent Lukács 946-ban egy Szent Borbálának ajánlott templomot alapított, az építkezéshez a környék katonai kormányzója egy bizonyos Krinites Arotsas komoly anyagi segítséget nyújtott. A templom 846 és 955 között épült meg, és a szerzetesek még abban az évben melléképületekkel egy vendégházzal bővítették az épületegyüttest. Szent Lukács 953-ban halt meg, ezt követően egy kereszt alaprajzú oratóriumot emeltek sírja fölé.
Halála után megírták élettörténetét, amiben aszketikus életmódját, jó cselekedeteit dicsőítik és sírjánál történt csodás gyógyulásokat említenek. Ebben az élettörténetben említést tesznek arról a jóslatról is, amely miatt híressé vált, ugyanis 942-ben megjósolta, hogy egy Rómanosz vissza fogja foglalni Kréta szigetét, ami ekkor arab kalózok ellenőrzése alatt állt. A sziget II. Rómanosz uralkodása alatt, egy Niképhorosz Phókasz vezette hadjárat során, 961-ben került bizánci fennhatóság alá. A szent élettörténetét nem sokkal ezután írhatták.
Az egyik elmélet szerint a kolostort II. Rómanosz bizánci császár utasítására alapították a szent iránti tisztelete jeléül, és feleségével együtt ide kívánt temetkezni. A kriptában álló két díszes szarkofág alátámaszthatja ezt a feltételezést, azonban a szarkofágokat már régebben kirabolták és 1821-ben fémből készült fedelüket is eltávolították, így ez az elmélet jelenleg nem igazolható. A Katholikon mozaikciklusában azonban egyetlen uralkodói képmás sem látható, ami különösnek tűnhet egy császári alapítású épület esetében.
Egyes vélemények szerint a Theotokosz-templom a Szent Borbála-templommal azonosítható, mások szerint közvetlenül Kréta 961-es visszafoglalása után épült. A jelenlegi épület azonban nyugat-keleti irányban nem teljesen homogén, és feltehetően későbbi. Az északkeleti kápolna freskói arra utalhatnak, hogy egy bizonyos Philothéosz apát lehetett az alapító, de a dátum 1011 vagy 1022 is vita tárgya.
Evvia szigetén, ami közigazgatásilag a kolostorhoz tartozott hasonló szobordíszítéseket és kőfaragványokat azonosítottak, mint a Hosziosz Lukasz-kolostorban, rajtuk 1014-es dátum olvasható. Egy 1048-ból származó forrás a kolostor egyik elhunyt apátját Theodore Leobachost említi, valószínűleg azért, mert központi szerepet játszhatott a szerzetesi közösség megalapításában. Családtagjai gazdag földbirtokosok voltak és magas kormányzati tisztségeket is betöltöttek. A dokumentumról csak egy valamikor 1080 és 1120 között készült újra fogalmazott változat maradt meg, eszerint a közösség ekkor 49 főből állt és 29 világi személyből.
Az sem tisztázott, hogy a kolostor virágzását minek köszönhette, mivel egy esetleges császári támogatásról nem maradtak fenn dokumentumok. IX. Kónsztantinosz császárt fűzhette valamilyen kapcsolat az épületegyütteshez, ezenkívül a 11. század elején II. Baszileiosz császár is járt a környéken, amikor Athénba ment, hogy a Parthenóni Szent Szűznek köszönetet mondjon a bolgárok fölött aratott győzelméért, így tehetett felajánlást.
Bűnbánó Szent Miklós ábrázolása, aki 998-ban halt meg Katholikon építésének dátumát II. Baszileiosz uralkodásának idejére tolja. Szent Mélétiosz képének hiánya, aki egy népszerű aszkéta volt és a 11. század második felében halt meg arra utal, hogy az épület díszítése addigra már elkészült.
Az adatok alapján így az a legvalószínűbb, hogy jelenleg látható épület II. Baszileiosz idejéhez köthető. Az biztosra vehető, hogy a Katholikon később épült, mint a Theotokosz-templom, ugyanis nyugati falának végében látható "Józsua találkozása az angyallal" kép egy része elpusztult, amikor a másik templomot mellé építették. A kripta falfestményei bizonyosan a mozaikok után készültek, de nem sokkal később, mint a Katholikon északnyugati és délnyugati kápolnájának falfestményei.

## Felépítése
Mindkét templom négyzetben elhelyezett kereszt alaprajzú. Az északi templom, a Theotokosz kupoláját négy faragott oszlopfővel ellátott oszlop tartja, a kupoladob külső részén oroszlánfej alakú vízköpőkkel. Külsején kufi írás bizonyítja, hogy ekkor az arab betűket díszítőelemként használták. Ez a felirat hasonlít az athéni Szent Nikodémusz-templom díszítményére, amit 1049 körül emeltek. A Theotokosz-templom egy háromapszisos épület, előtte egy hat mezőre osztott, két oszloppal alátámasztott narthexel. Ez a szerkezet a jellegzetes konstantinápolyi modell első görögországi megjelenése. A cloisonné típusú falazatot arab stílusú motívumok díszítik, a nyolcszögletű kupoladobok berakásos díszítésében egyéb iszlám hatások is felfedezhetők. A szobordíszek is keleti hatásokra utalnak. Eredeti falfestményeiből csak a Jozsuát az angyallal ábrázoló kép egy része maradt meg.

### A Katholikon
Hosziosz Lukasz Katholikonja hasonlóan a Daphni-kolostorhoz nyolcszögletű-görög kereszt alaprajzú templom. A nyolcszögű alap és a görög kereszt kombinálása a közép-bizánci építészet egyik legeredetibb, de nem széles körben elterjedt templomtervezése.
A kupola ebben az esetben egy nyolcszögletű alapon nyugszik egy négyzet alakú területbe illesztve. A négyszög oldalait oszlopok, márvány burkolattal borított félkörívek tagolták. Ezt a négyszögletes magot egy másik négyszögletes tér fogja körbe, amelynek oldalait dongaboltozattal fedték le, és szélessége pont fele a központi négyzet oldalának. A keleti oldalon alakították ki az apszisrészt. A külső négyzet oldalait oszlopokkal tagolták így az épület alaprajzában felismerhető a görög kereszt formája. A külső négyzet sarkait keresztboltozatokkal fedték le, ezek a részek alacsonyabbak mint a görög kereszt szárai és a templom központi kupolával borított része. A templom kupolaterét három oldalról empóriumos mellékhajók fogják körül. A narthexhez a főhajó mellett balról a keresztelőkápolna, jobbról a szent sírja csatlakozik. A nyugati oldalon kettős és hármas ablakok biztosítják a belső tér megvilágítását, a sarkoknál kettős ablakokat alakítottak ki. A belső teret egészen a galériák tetejéig egymástól sima, növényi vagy motívumokat ábrázoló keretekkel elválasztott színes márványlapokkal borították be. A főbejárat mellett lévő márvány burkolólapok egyikén a főhajó nyugati falán egy imádság olvasható egy Gergely nevű szerzetesért, és adományozóért, akinek feltehetően ezeket a márványlapokat köszönhették.
A központi belső térhez oldalhelyiségek csatlakoznak és a fölöttük lévő galéria segít megtartani a tető súlyát. A nagyméretű apszist keleti irányban tájolták. Külső falborítása eltér a másik templométól, itt ugyanis nagyobb méretű de szabálytalanabb kőtömböket használtak az építkezéshez. A falakat vízszintes téglaberakások tagolják. Figyelemre méltó a külső szobordíszítés, ami 5. és 6. századi minták alapján készült.

## A belső díszítés
A Katholikon a legkorábbi olyan közép-bizánci stílusú építmény, aminek mozaikdíszítése szinte teljes egészében fennmaradt. A kupola egy 1593-as földrengésben leomlott, és néhány jelenetet, köztük az Angyali üdvözletet freskókkal helyettesítették. Ezenkívül néhány szent ábrázolása pusztult el. A kriptában apátok szarkofágjait helyezték el és a falakat freskókkal borították. Szent Lukácsnak az északi kereszthajóban felállított síremléke a 19. században károsodott, amikor a függetlenségi háború idején a kolostor a görög ellenállás egyik központja volt. A templom márvány falborítása azonban teljesen megmaradt. A díszítés követi a képrombolás utáni liturgikus hagyományokat. A márványborítás magasan felnyúlik a falon, így a kupolák, félkupolák, a fülkék és a félkörívek voltak alkalmasak a mozaikok elhelyezésére. A jeleneteket arany háttér köti össze, de ezen kívül saját kerettel is rendelkeznek, így az ábrázolások nem folynak össze.
A képek stílusa szoros összefüggésben áll az adott épületrész funkciójával. A templom középső részének képeire visszafogottság, szigorúság, a részletek ábrázolásának mellőzése és a pontos, direkt vonalvezetés jellemző. Az előcsarnok mozaikjai közelebb állnak a nézőhöz, itt kiemelt figyelmet fordítottak a kivitelezésre, ennek következtében a közép-bizánci művészet egyik legszebb alkotásainak tekinthetők. A kripta festményei, amik a legközelebb álltak a nézőhöz részletesebben kidolgozottak és narratívabbak a többi képnél.
Az általános séma az volt, hogy a nyugati kapun belépő látogató tekintetét a kupola és a mennyezet után az apszisba vezeti, ahol egy Madonna a Gyermekkel ábrázolást helyeztek el. Ebben az esetben a szentély fölött egy kisméretű kupola áll és szokatlan módon a Pünkösdöt jelenítették meg rajta.

### A szent síremléke
A templom díszítésekor kiemelt figyelmet fordítottak a szentek ábrázolására, ennek oka, hogy egy helyi szentnek ajánlották. A korábban ott élt és szentté avatott elődök képmása egyfajta biztonságérzetet adhatott a szerzetesek számára. Figyelemre méltó egy szokatlan jelenet a déli bejáratnál, ahol a szerzetesek egy csoportját ábrázolták egy Krisztus-medalion alatt.
A Hosziosz Lukasz-kolostor díszítése nem csak nyugati-keleti irányban vezeti a nézőt, hanem van egy másik tengelye is észak felé, ahol a síremlék áll a szent ábrázolásával. A Katholikon oldalkápolnáiban a díszítés legyen az freskó vagy mozaik alacsonyabban helyezkedik el, ezért emberközelibb hatása van. Ezzel ellentétben a templom középső részén és a narthexben a Krisztus életét ábrázoló mozaikok a lehető leghagyományosabb módon készültek. Szent Lukács képe a kereszthajóban felállított síremlékéhez közel jelenik meg. Több másik szenttel együtt jelenítették meg, köztük található Philotelosz apátnak a képe is aki a templom kicsinyített mását tartja a kezében. A templomot eleve úgy alakították ki, hogy a látogatóknak legnagyobb távolságot kelljen megtenniük a két templom épületében mire elérik.
A szent élettörténetéből kiderül, hogy a sírjához elzarándokló betegeket vagy a sír fölött égő lámpásból származó olajjal „kezelték”, vagy a kőszarkofág oldalán kicsapódott vízcseppekkel. Egy másik módszer az volt, hogy a betegek a templomban aludtak és azt remélték, hogy a szent álmukban megjelenik és meggyógyítja őket. Feltételezhető, hogy a templom karzatát is azért alakították ki, hogy minél több helyet tudjanak biztosítani az épületben alvó zarándokok számára. A karzat kialakításával azonban megváltozott a mozaikokkal borítható falfelületek mérete és alakja, és kihatott a jelenetek elrendezésére is, ami az egyes részek funkciójához igazodott.

### Mozaikok

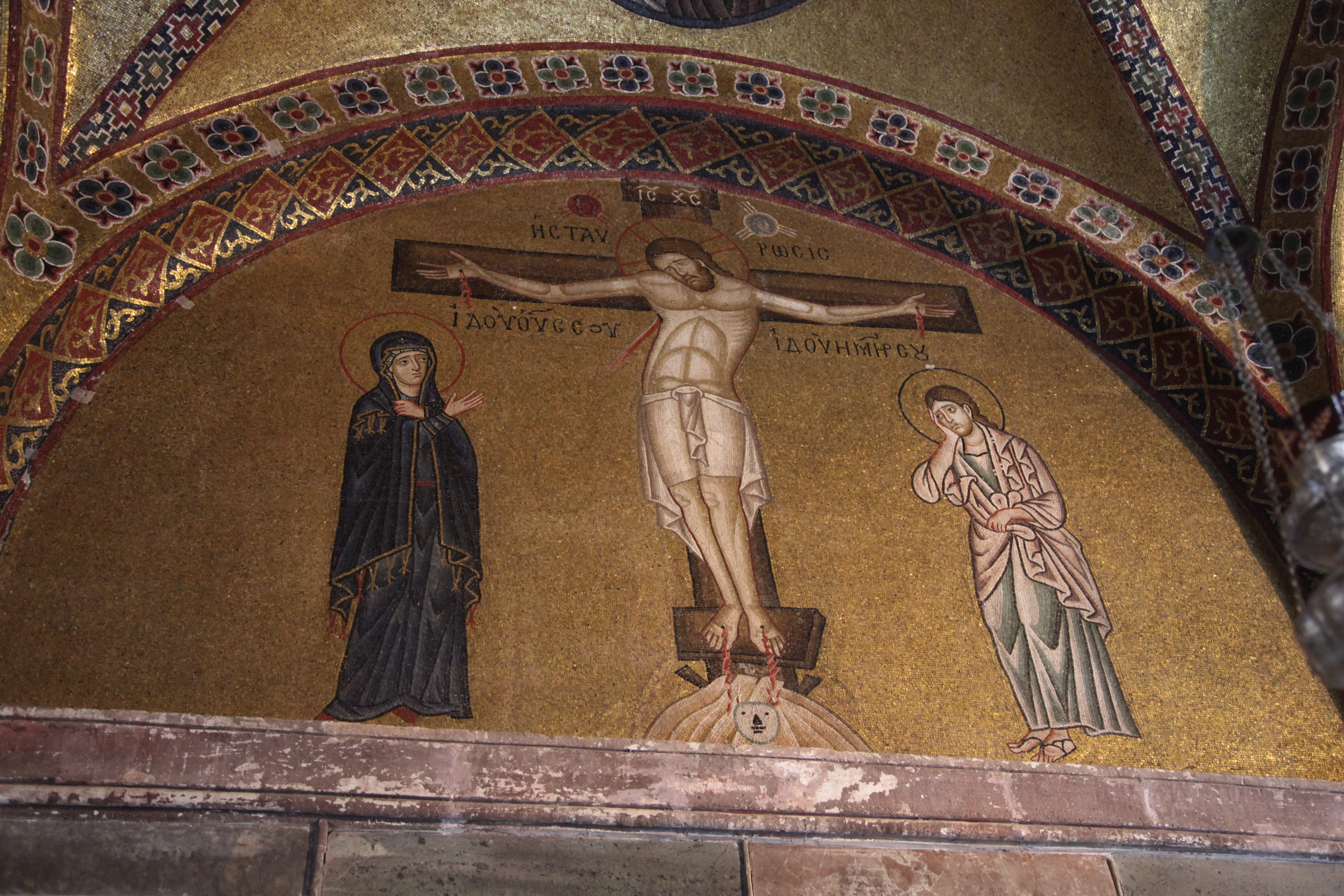
Keresztrefeszítés

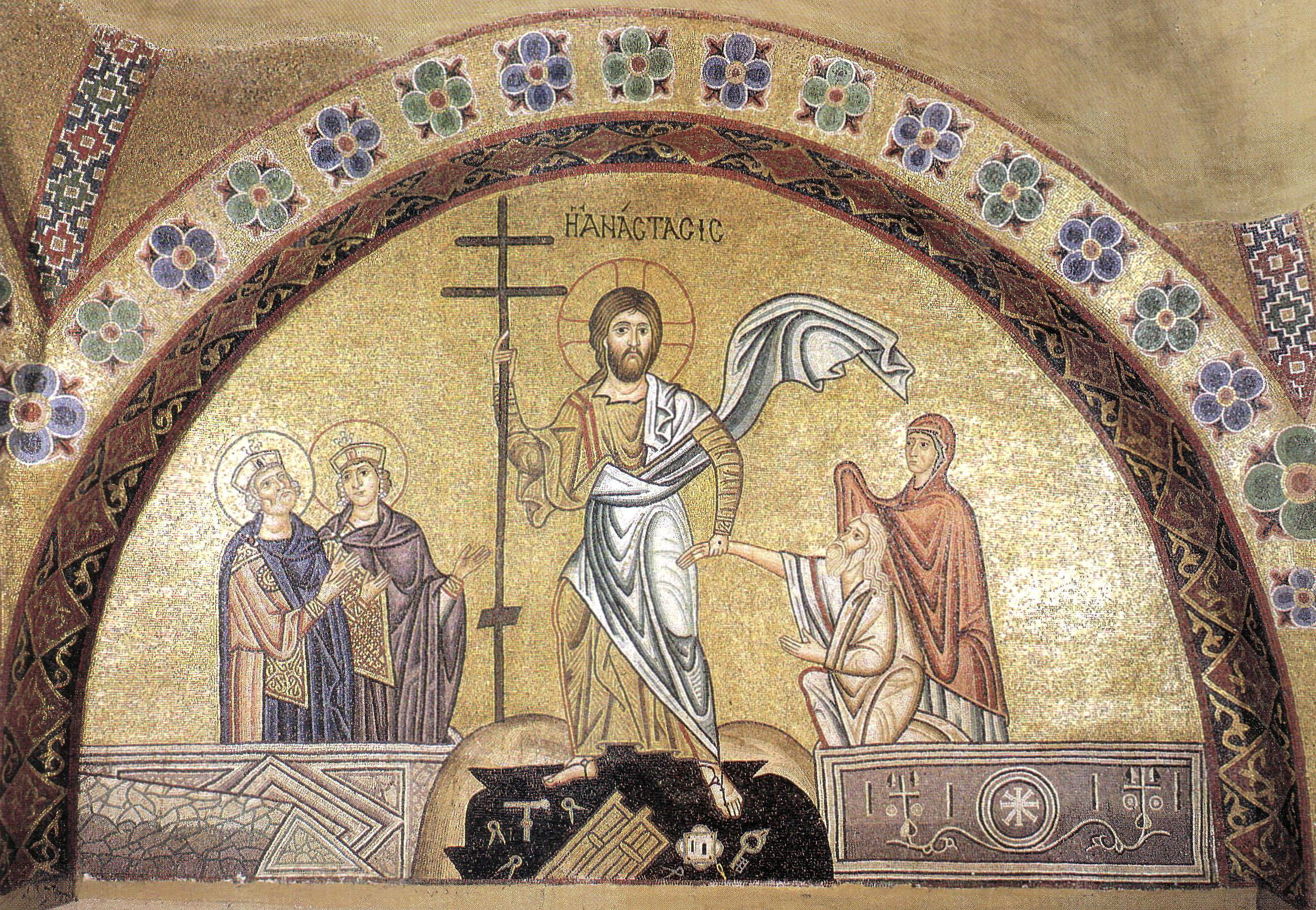
Leszállás az alvilágba

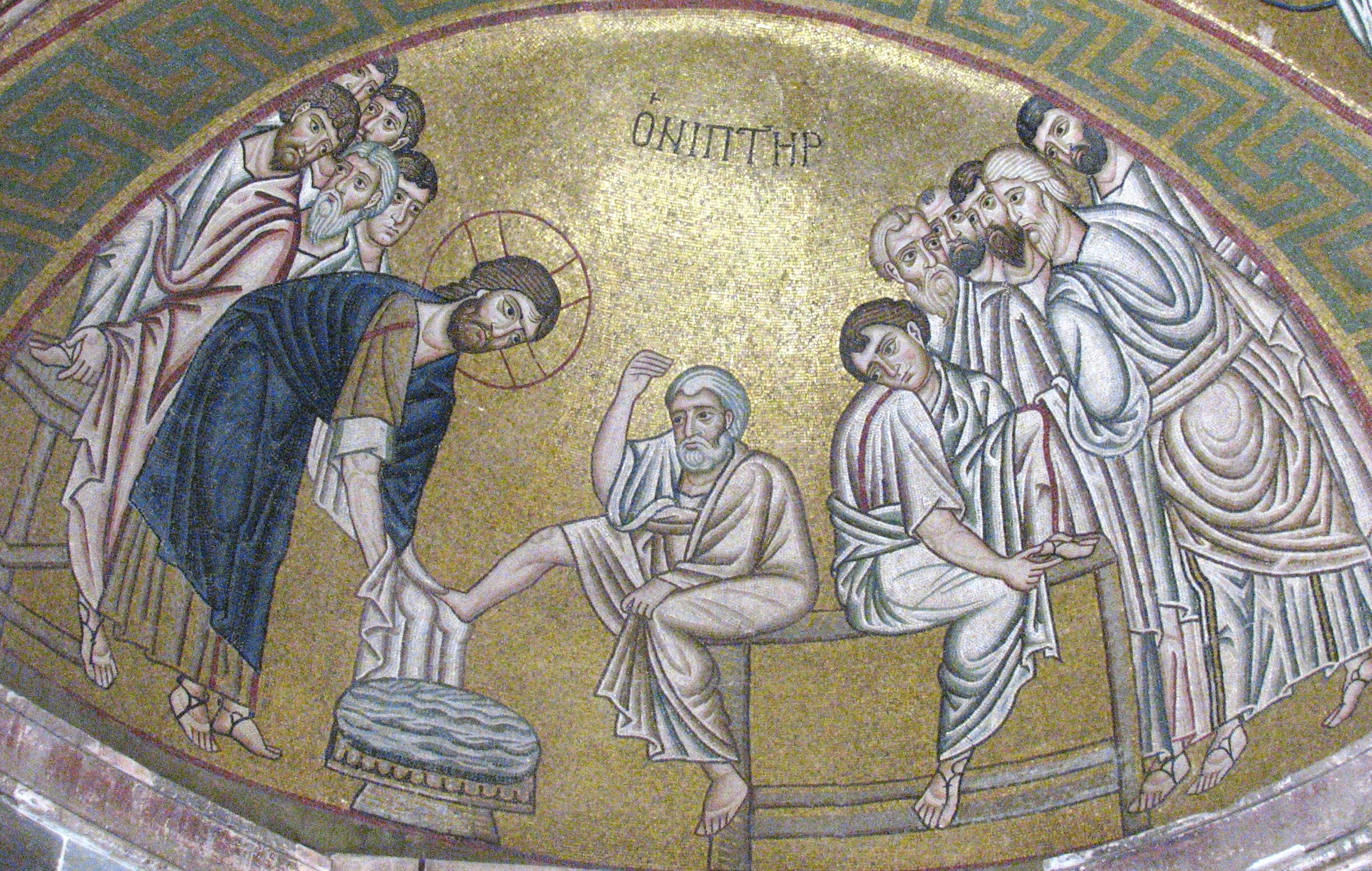
Lábmosás

A templom belsejét teljesen elborító mozaikciklus csaknem teljesen fennmaradt, csak a kupola Pantokrátor-mozaikja pusztult el, amit egy 19. századi festménnyel helyettesítettek. A mozaikokat egy archaizálóbb, keletiesebb irányzatot követő mesterek készítették. Az elpusztult Pantókrátor-ábrázolást négy arkangyal veszi körül, a kupola alatti térben Krisztus életéből vett jelenetek, a Szentlélek eljövetele, az apszisban a Madonna látható a Gyermekkel. A kereszthajókban és a narthexben Mária, arkangyalok, szentek jelennek meg, köztük a névadó Szent Lukács, valamint Szent Pál, továbbá Bűnbánó Szent Miklós szerzetes, aki 998-ban halt meg. Ezért feltételezhető, hogy a templom mozaikjai 998 és 1050 között készültek.
Az egyes mozaikművészek stílusa közötti különbséget határozottan elárulják a különböző Mária-ábrázolások. A kereszthajóban látható Mária jóságos arcú, meleg tekintetű anyát ábrázol, aki szeretettel néz le gyermekére. Ezzel az erőteljesen megrajzolt még plasztikus hatású Máriával szemben a trónoló Madonna a Gyermekkel ábrázolása, különösen Mária tekintete már nagyon merevnek hat. A stilizálásra utaló hajlam nyilvánvalóvá válik a Lábmosás-jelenetben, ahol a művész a félkör alakú térben elhelyezett apostolok alakját a térformához való alkalmazkodás kedvéért természetellenesen megnyújtotta. Az ellentétes szemléletű, stilizáló és a test tömegét jobban hangsúlyozó mesterek együttese a közép bizánci művészetben gyakran egymás mellett élő különböző irányzatok érdekes példáját mutatja.
Valószínűleg ugyanez a mester készítette a narthex falán a Keresztrefeszítést bemutató képet és a bal oldali mozaikot is, a Leszállást az alvilágba. Az előbbi – a kora bizánci művészet főként szíriai eredetű ábrázolásaival szemben – nem a kereszten is diadalmas Megváltót, hanem a szenvedőt jeleníti meg a halál pillanatában. Ez a felfogás Jézus Krisztus emberi természetét is hangsúlyozza. Arcvonásai realisztikusak, testének vonalai azonban stilizáltak és archaizáló jellegűek. A részletek megjelenítését a minimálisra korlátozták, a témát három alakra, Krisztusra, Máriára és Szent Jánosra redukálták. Történetmesélésnek nyoma sincs. A halott Krisztus teste ernyedten lóg a kereszten, sebeit csak jelzésszerűen ábrázolták. A sötétkék köpenyes Mária és a világoszöld ruhás Szent János szinte lebegnek az arany háttér előtt.
A Leszállás az alvilágba monumentális egyszerűségű ábrázolása az ortodox ikonográfia egyik legjellegzetesebb témáját mutatja be. A kompozíció egyetlen antik motívuma Krisztus fellendülő köpenye, ami a leszállás mozzanatát a hellenisztikus művészet hagyományai szerint örökíti meg. A nézővel szembeforduló, a kettős keresztet, mint a halál feletti győzelmi jelvényt tartó figura frontális beállítása, a megnyúlt testű köpenyes Ádám és Éva megformálása már a bizánci elképzeléseket tükrözi. Mialatt Krisztus a kettős keresztet tartva kivezeti Ádámot és Évát a sírjukból a kép másik oldalán Dávid és Salamon emelkednek ki szarkofágjaikból és kíváncsian de tiszteletteljesen figyelik az előttük lejátszódó jelenetet. Ez a visszafogottság és szigorúság még szembetűnőbb a Lábmosás jeleneten, a Krisztus két oldalán elhelyezkedő apostolok csoportjain.
A mozaikdíszítést eredetileg a provinciális szerzetesi iskola műveinek tartották, azonban ma már egyértelműen konstantinápolyi művészeknek tulajdonítják. A templom falfestményei a mozaikoknál nehezebben értelmezhetőek. Az oldalhelyiségekben látható szent- és angyalábrázolások valószínűleg a helyiségek eredeti rendeltetéséhez köthetők, és feltehetően egyidősek a mozaikokkal.

### Az altemplom
Az altemplomban a Szenvedéstörténet és a Feltámadás festményciklusa látható hét képben, ezt Mária halála, az apostolok, szentként tisztelt harcosok és szerzetesek képei egészítik ki. Ezek a freskók a mozaikok után készült, erre legfontosabb bizonyíték a kriptában látható Szent Tamás hitetlenkedése jelenet. Miután a képet letisztították láthatóvá váltak rajta az eredeti rajz nyomai, és ezek szerint a művész első elképzelése szerint a freskón Krisztus magasra emelte a karját, mint a Katholikon narthexében látható mozaikon, a befejezett festményen azonban megfogja Szent Tamás kezét és a sebéhez érinti. A kripta festményeit készítő művész tehát először lemásolta a már kész mozaikot, majd a végső változatban megváltoztatta Krisztus alakját. Ezzel a változtatással a jelenet sokkal narratívabbá válik, a művész kihasználta a festés által biztosított szabadabb elbeszélési módot.
A Katholikonban és a kriptában is egy-egy Szent Tódort ábrázoló ikont helyeztek el, feltételezhetően Theodore Leobachos apát kívánságára, aki a kolostor egyik jótevője lehetett. Az apát azonban a jelenleg rendelkezésre álló adatok alapján nem hozható közvetlen kapcsolatba ezekkel a képekkel. Szolgálati ideje egyes vélemények szerint 970 és 1000, más kutatások alapján 1025 és 1055 közé eshetett.

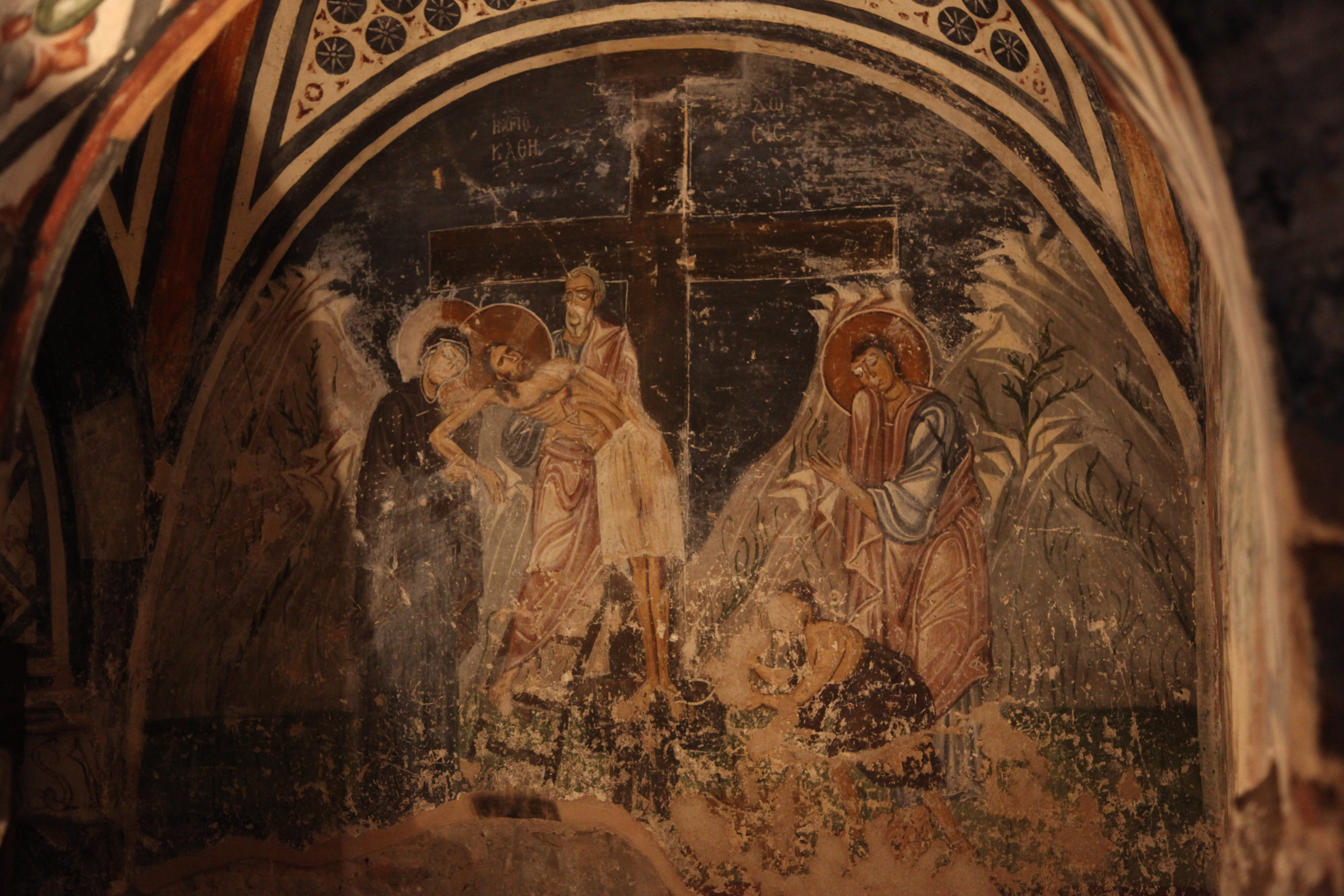
Levétel a keresztről
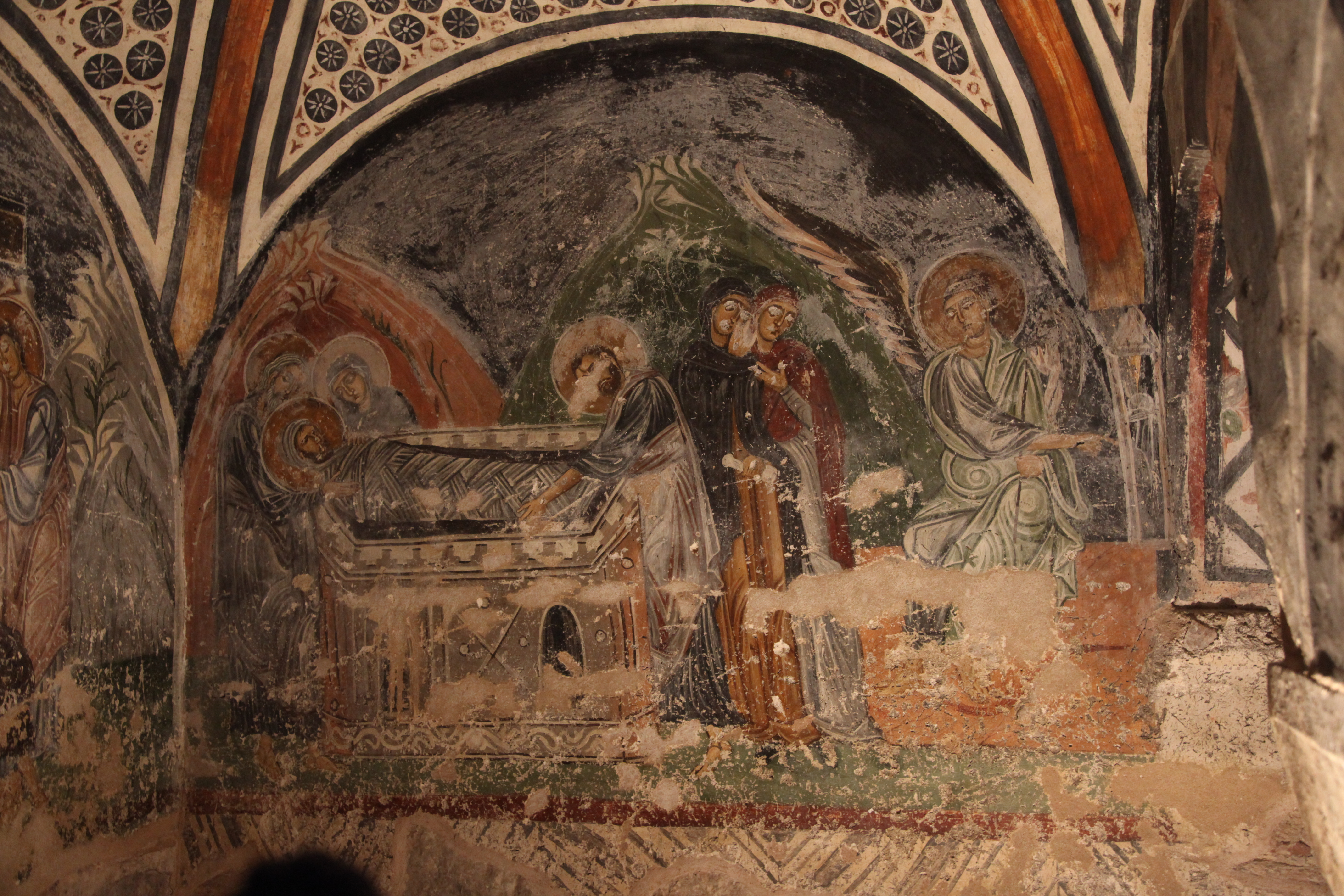
Sírbatétel
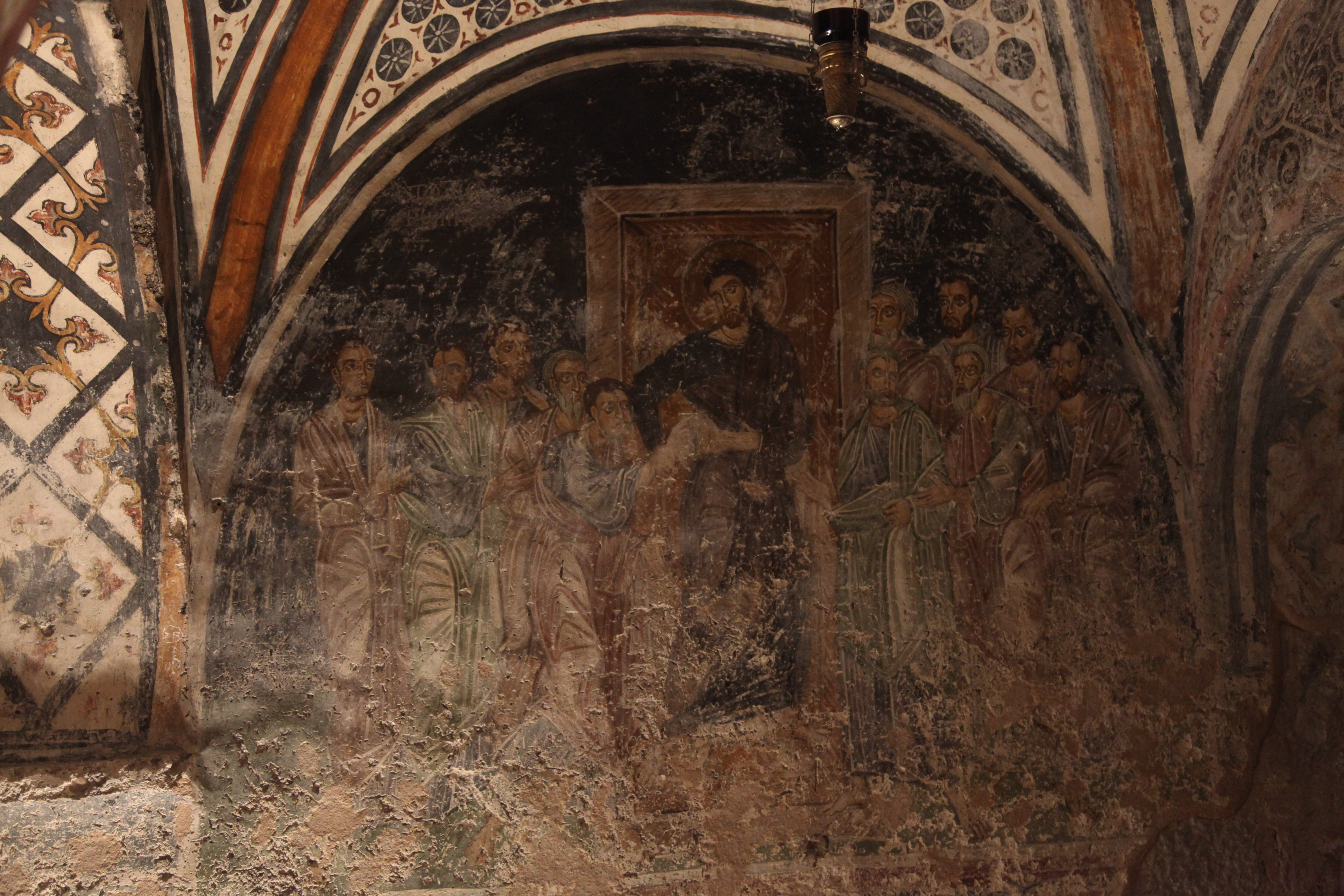
Szent Tamás hitetlenkedése
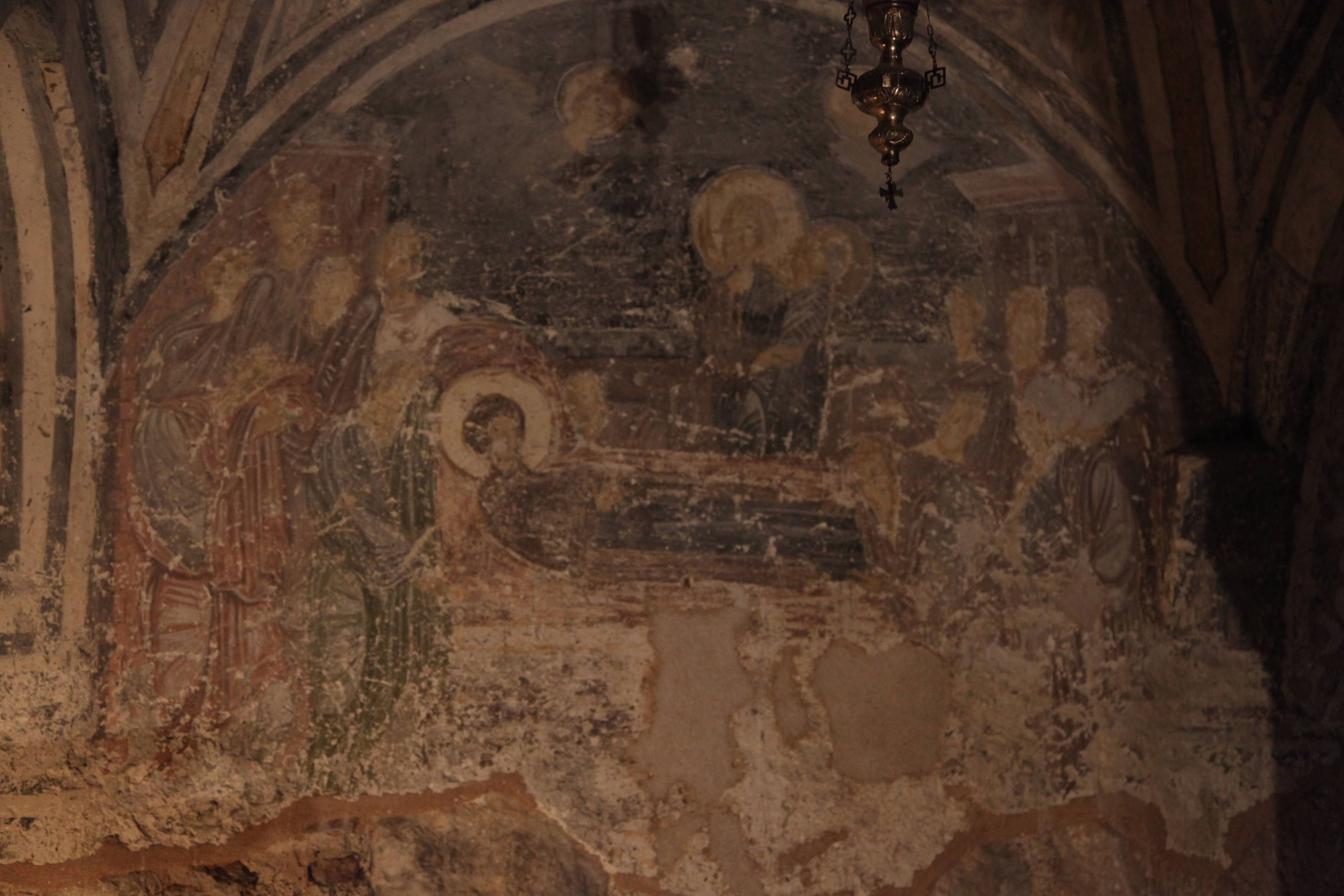
Mária halála